# Louis Lion
Louis Gustave Lion (Geraardsbergen, 28 september 1913 - 1981) was een Belgisch volksvertegenwoordiger.

## Levensloop
Handelaar van beroep, werd Lion bij de wetgevende verkiezingen van 11 april 1954 verkozen tot liberaal volksvertegenwoordiger voor het arrondissement Aalst.
Verrassend genoeg nam hij al twee weken later ontslag en werd hij vervangen door Maurice Violon. Hij beklaagde het zich wellicht uit de anonimiteit te zijn getreden en spoedde er zich weer heen.